# تی‌ام‌کا ایر کوموتر
تی‌ام‌کا ایر کوموتر (به انگلیسی: TMK Air Commuter) یک شرکت هواپیمایی است. دفتر مرکزی تی‌ام‌کا ایر کوموتر در گوما، جمهوری دموکراتیک کنگو واقع شده‌است و قطب این شرکت هواپیمایی در فرودگاه بین‌المللی گوما قرار دارد و به ۵ مقصد، پرواز انجام می‌دهد.